# Dundy County
Dundy County är ett administrativt område i delstaten Nebraska, USA. År 2010 hade countyt 2 008 invånare. Den administrativa huvudorten (county seat) är Benkelman. 

## Geografi
Enligt United States Census Bureau så har countyt en total area på 2 385 km². 2 383 km² av den arean är land och 2 km² är vatten. 

### Angränsande countyn
- Hitchcock County - öst
- Rawlins County, Kansas - sydöst
- Cheyenne County, Kansas - syd
- Yuma County, Colorado - väst
- Chase County - nord
- Hayes County - nordöstra